# Hundested
Hundested är en stad på norra Själland i Danmark. Hundested ingår sedan 1 januari 2007 i Halsnæs kommun (tidigare Hundested kommun) och hade 8 588 invånare år 2017. Orten utgör slutstation på järnvägen Frederiksværkbanen.
Väster om Hundested mynnar Isefjorden i Kattegatt. Söder om staden mynnar Roskildefjorden i Isefjorden. Dessa två vikar skiljs åt av halvön Hornsherred, vilken ligger söder om Hundested.

## Bildgalleri

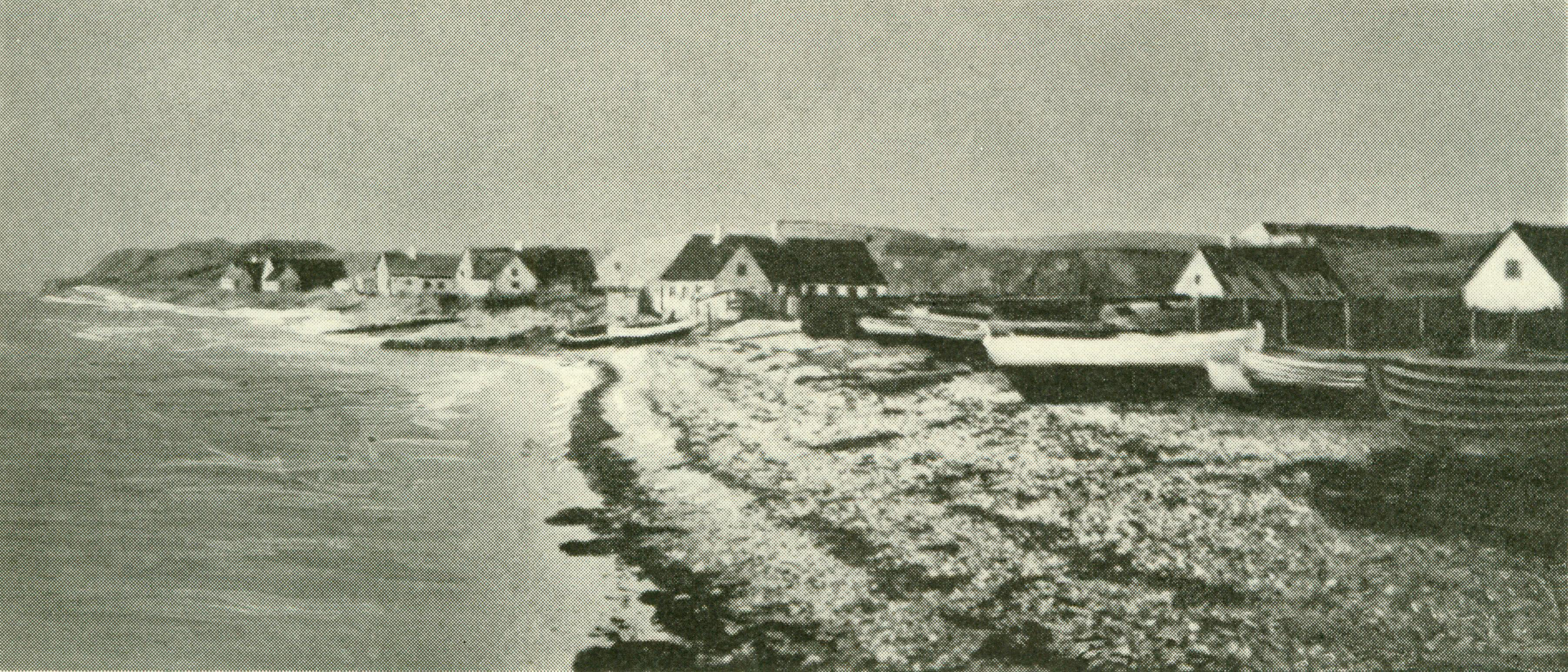
Hundested omkring 1900
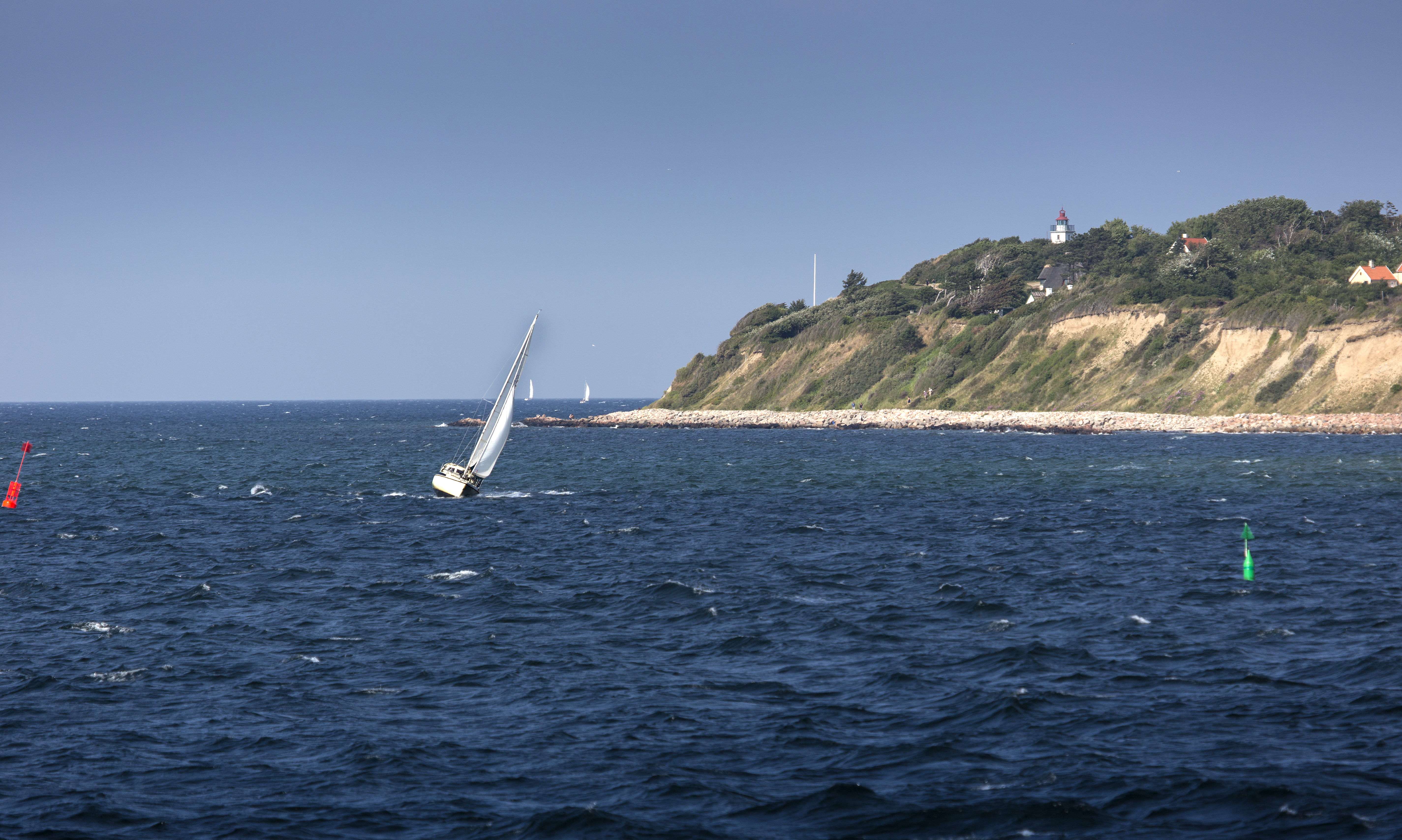
Spodsbjergs Klint med Spodsbjergs fyr
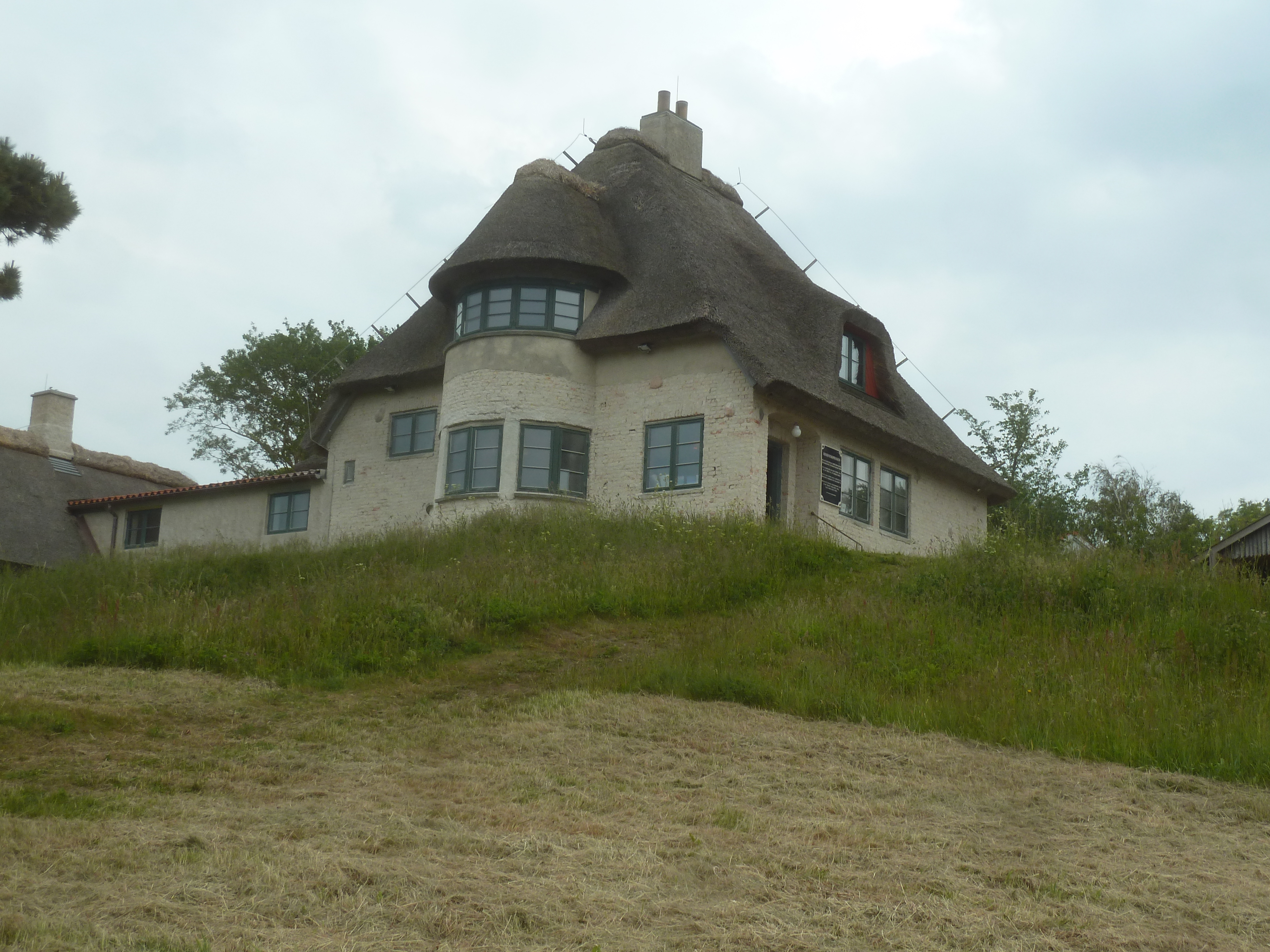
Knud Rasmussens hus
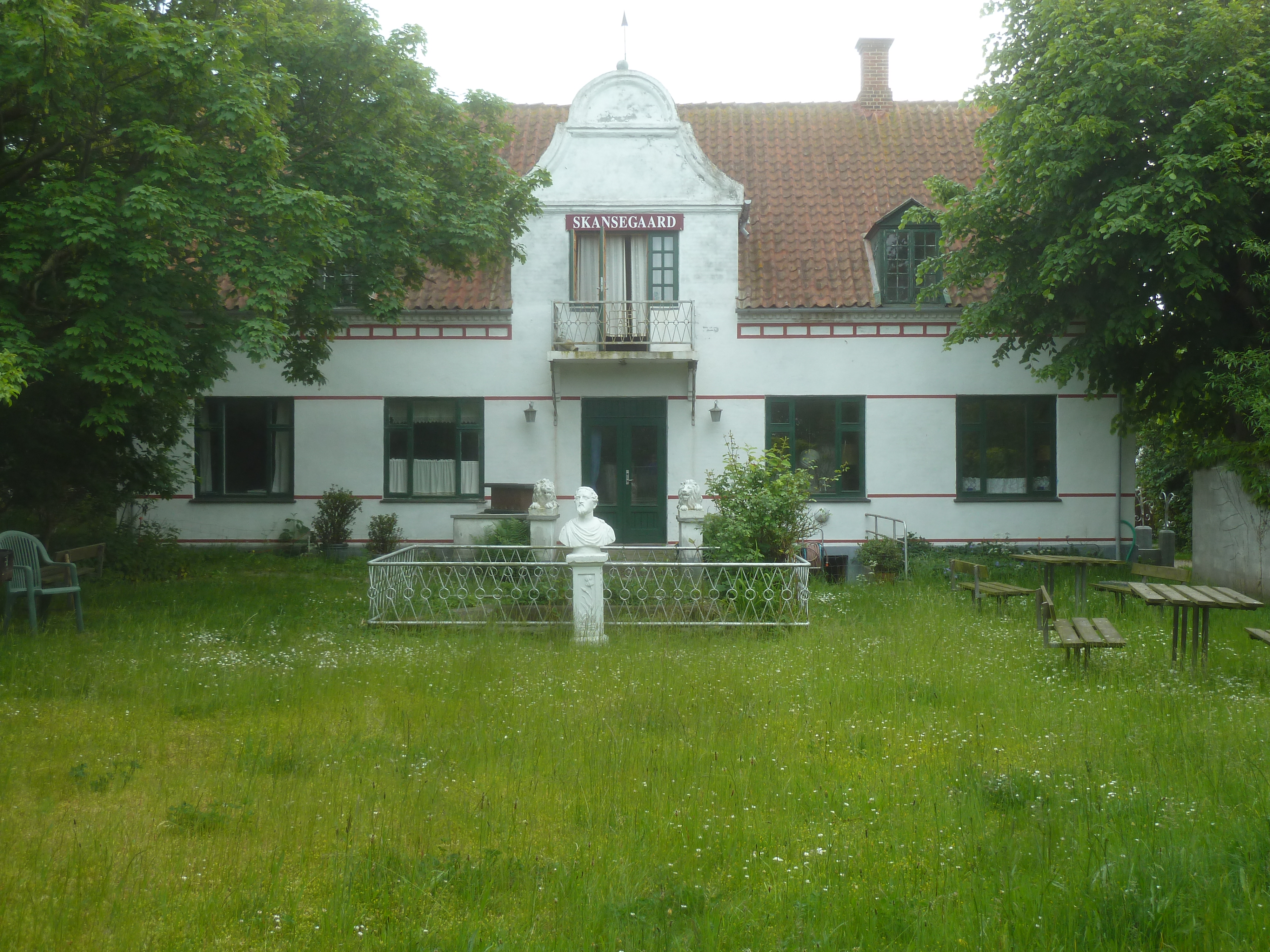
Skansegården
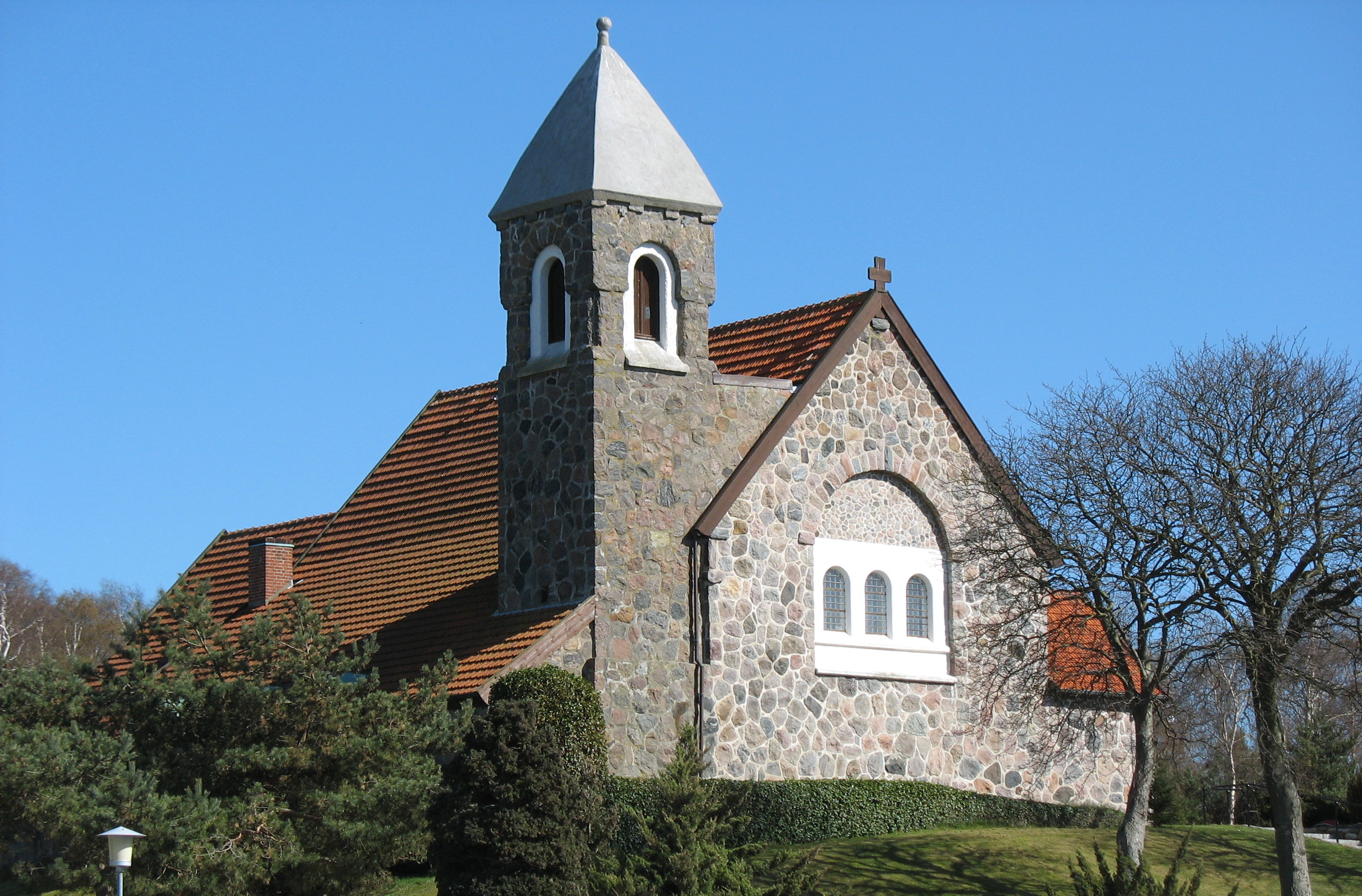
Lynæs kirke i Hundested
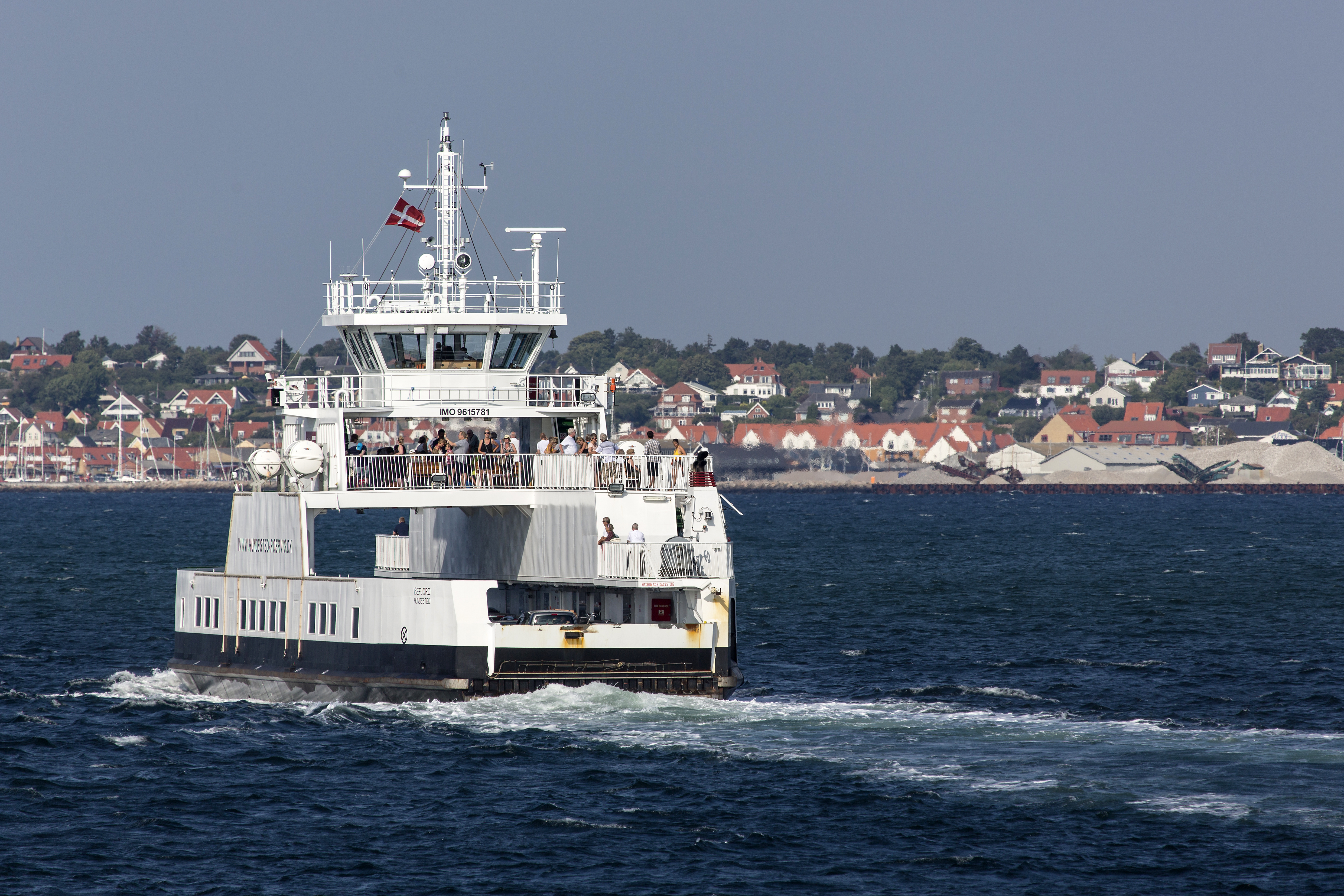
M/F Isefjord på färjeförbindelsen Hundested-Rørvig